# Ammophilomima auripennis
Ammophilomima auripennis là một loài ruồi trong họ Asilidae. Ammophilomima auripennis được Janssens miêu tả năm 1953. Loài này phân bố ở vùng nhiệt đới châu Phi.